# Terrance Cauthen
Terrance Davan Cauthen (Trenton, 14 de mayo de 1976) es un deportista estadounidense que compitió en boxeo. Participó en los Juegos Olímpicos de Atlanta 1996, obteniendo una medalla de bronce en el peso ligero.
En diciembre de 1996 disputó su primera pelea como profesional. En su carrera profesional tuvo en total 44 combates, con un registro de 36 victorias y ocho derrotas.

## Palmarés internacional
| Juegos Olímpicos | Juegos Olímpicos         | Juegos Olímpicos  | Juegos Olímpicos |
| Año              | Lugar                    | Medalla           | Categoría        |
| ---------------- | ------------------------ | ----------------- | ---------------- |
| 1996             | Atlanta (Estados Unidos) | Medalla de bronce | 60 kg            |